# Cotulla
Cotulla [kəˈtjuːlə] är administrativ huvudort i La Salle County i Texas. Orten har fått sitt namn efter grundaren Joseph Cotulla. Enligt 2010 års folkräkning hade Cotulla 3 603 invånare.